# Khuất Việt Dũng
Khuất Việt Dũng (sinh năm 1959) là một sĩ quan cấp cao trong Quân đội nhân dân Việt Nam, hàm Trung tướng, Tiến sĩ Kỹ thuật Điều khiển thiết bị bay, nguyên là Chính ủy Tổng cục Công nghiệp Quốc phòng Việt Nam (2014–2019). Hiện là Phó chủ tịch Hội Cựu chiến binh Việt Nam.

## Thân thế và sự nghiệp
Ông sinh năm 1959 tại Quảng Ninh. Quê quán: xã Đại Đồng, huyện Thạch Thất, Hà Nội. Ông là con trai cả của Trung tướng Khuất Duy Tiến, Nguyên Tư lệnh Quân đoàn 3.
Tháng 7.1975, ông trúng tuyển 3 trường đại học: Bách khoa, Tổng hợp và Kỹ thuật Quân sự (nay là Học viện Kỹ thuật Quân sự). Vốn đã xung phong đi bộ đội không được, nên ông chọn học Đại học Kỹ thuật Quân sự và được học chuyên ngành tên lửa.
Năm 1980, ông Dũng tốt nghiệp Kỹ sư Điều khiển tên lửa, khoá 10, Học viện Kỹ thuật Quân sự, ông ra trường về công tác tại đơn vị tên lửa, Binh chủng Pháo binh và sau đó được cử sang Liên Xô học về tên lửa đạn đạo.
Trước năm 2004, ông là Cục trưởng - Chủ nhiệm Kỹ thuật của Binh chủng Pháo binh
Năm 2004, ông được thăng quân hàm Đại tá.
Năm 2004, ông được điều về Tổng cục Công nghiệp Quốc phòng làm Cục trưởng Cục Quản lý công nghệ.
Tháng 5 năm 2008, ông được bổ nhiệm giữ chức Phó Chủ nhiệm Tổng cục Công nghiệp Quốc phòng
Tháng 8 năm 2009, ông nhận quân hàm Thiếu tướng.
Năm 2014, ông được bổ nhiệm giữ chức Chính ủy Tổng cục Công nghiệp Quốc phòng đồng thời được thăng quân hàm Trung tướng.
Tháng 3 năm 2019, ông nghỉ hưu.
Ngày 03/07/2019 ông được bầu vào BCH Trung ương Hội CCB Việt Nam và giữ chức vụ Phó chủ tịch.

## Gia đình
Cha ông là Trung tướng Khuất Duy Tiến, nguyên Hiệu trưởng Trường Sĩ quan Lục quân 1 (1994-1997), nguyên Cục trưởng Cục Quân lực Bộ Tổng tham mưu (1989-1994), nguyên Tư lệnh Quân đoàn 3 (1982-1989).
Mẹ ông là bà Vũ Thị Hồng Vân, Dược sĩ
Em gái: Khuất Thu Hồng (sinh năm 1960), Tiến sĩ tâm lý học, Viện trưởng Viện Nghiên cứu Phát triển Xã hội 
Em gái: Khuất Thị Hải Oanh (sinh năm 1970), Thạc sĩ - Bác sĩ, Giám đốc trung tâm Hỗ trợ Sáng kiến Phát triển Cộng đồng
Em trai: Khuất Việt Hùng (sinh 1974), Tiến sĩ, Phó Chủ tịch chuyên trách Ủy ban An toàn giao thông Quốc gia (2014 - nay)